# استرنگنس
شهر استرنگنس (به سوئدی: Strängnäs) در ناحیه شهری استرنگنس در کشور سوئد واقع شده‌است. جمعیت این شهر ۲۰۷۷٫۳۱  نفر است.

## نگارخانه

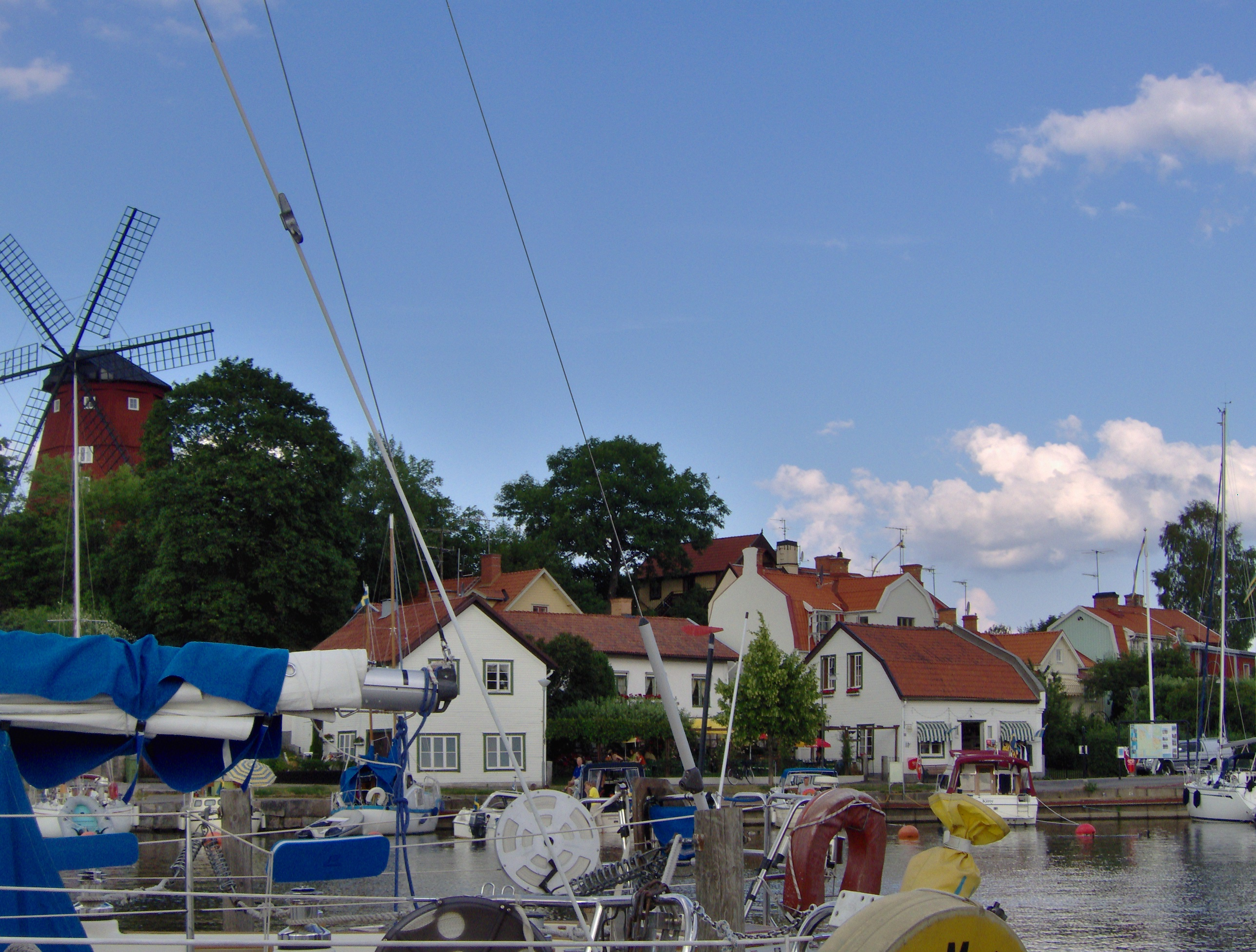
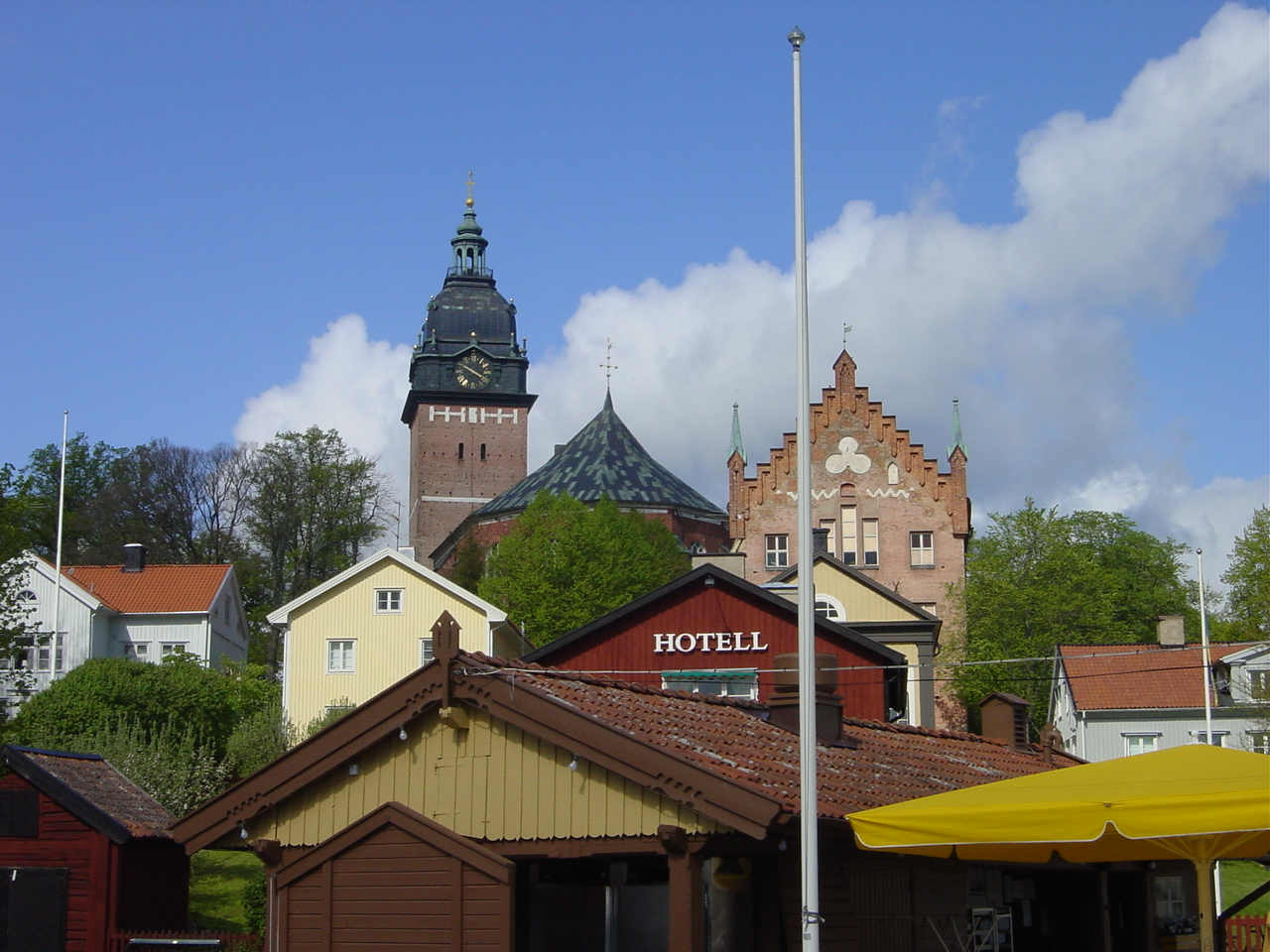
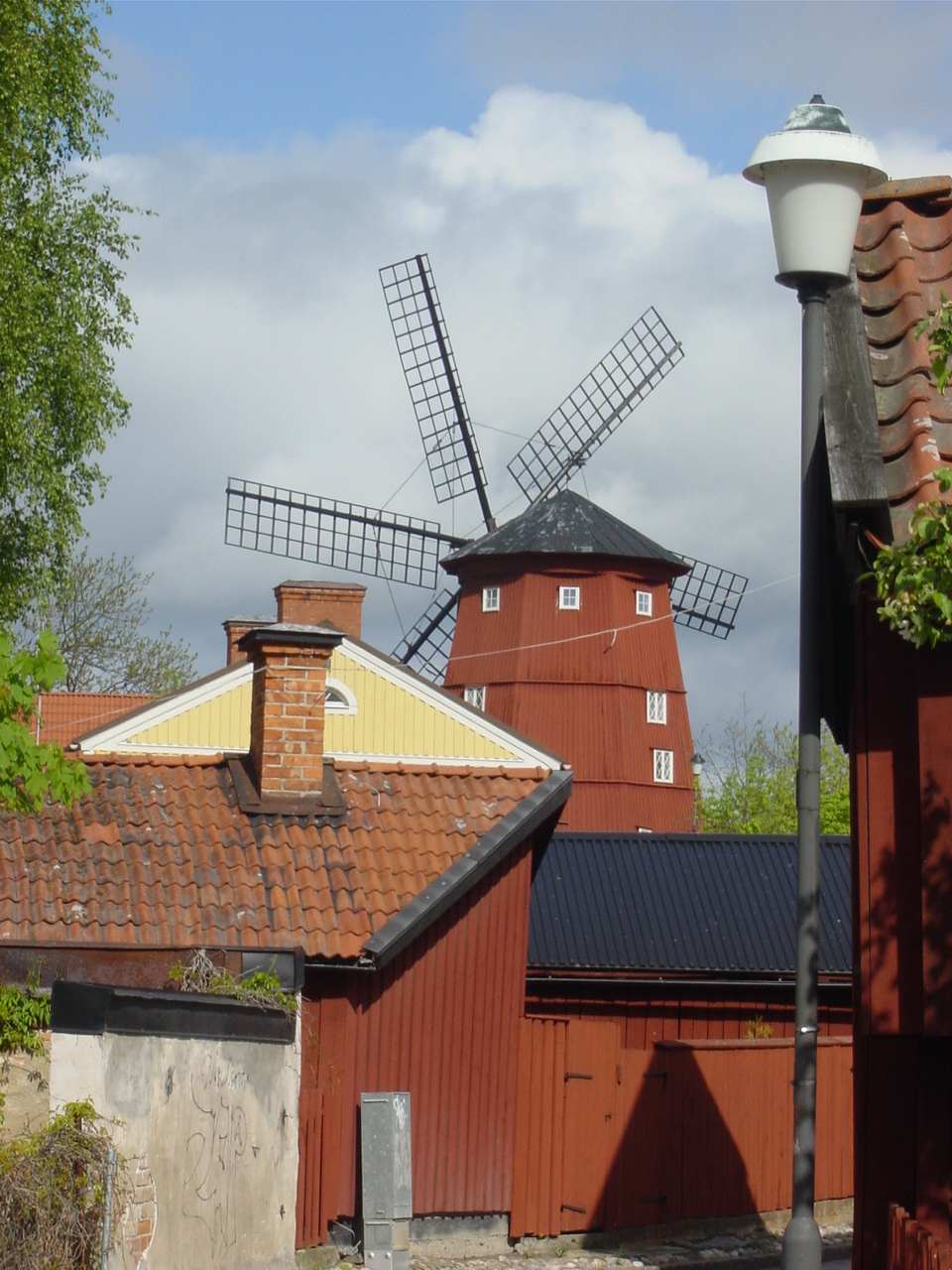
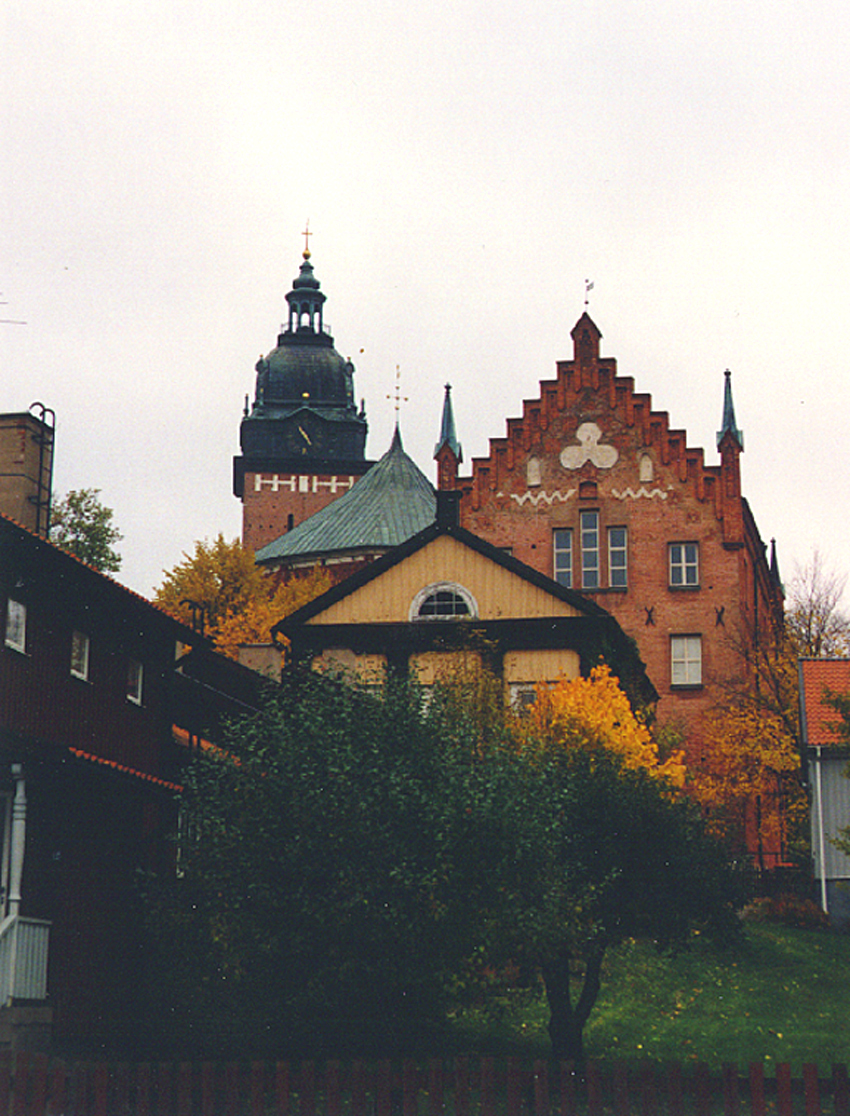